# Kebun Pirak
Kebun Pirak is een bestuurslaag in het regentschap Aceh Utara van de provincie Atjeh, Indonesië. Kebun Pirak telt 148 inwoners (volkstelling 2010).